# Pianure del Parco della Maremma
Pianure del Parco della Maremma este o arie protejată (arie de protecție specială avifaunistică — SPA) din Italia întinsă pe o suprafață de 3.303 ha, integral pe uscat.

## Localizare
Centrul sitului Pianure del Parco della Maremma este situat la coordonatele 42°40′57″N 11°05′08″E / 42.682429°N 11.085503°E.

## Înființare
Situl Pianure del Parco della Maremma a fost declarat arie de protecție specială avifaunistică în ianuarie 2003 pentru a proteja 55 de specii de animale.

## Biodiversitate
Situată în ecoregiunea mediteraneană, aria protejată conține 6 habitate naturale: Păduri de Quercus ilex și Quercus rotundifolia, Galerii de Salix alba și de Populus alba, Pășuni mediteraneene udate de apa mării (Juncetalia maritimi), Tufărișuri halofile mediteraneene și termo-atlantice (Sarcocornetea fruticosi), Râuri mediteraneene cu debit permanent cu specii de Paspalo-Agrostidion și galerii riverane de Salix și de Populus alba, Dune împădurite cu Pinus pinea și/sau Pinus pinaster.
La baza desemnării sitului se află mai multe specii protejate:
- păsări (51): privighetoare-de-baltă (Acrocephalus melanopogon), pescăruș albastru (Alcedo atthis), rață pitică (Anas crecca), gâscă cenușie (Anser anser), gâscă de semănătură (Anser fabalis), fâsă-de-câmp (Anthus campestris), egretă mare (Ardea alba), ciuf de câmp (Asio flammeus), pasărea ogorului (Burhinus oedicnemus), ciocârlie-cu-degete-scurte (Calandrella brachydactyla), bătăuș (Calidris pugnax), caprimulg (Caprimulgus europaeus), barză albă (Ciconia ciconia), barză neagră (Ciconia nigra), șerpar (Circaetus gallicus), erete de stuf (Circus aeruginosus), erete vânăt (Circus cyaneus), erete alb (Circus macrourus), erete cenușiu (Circus pygargus), Clamator glandarius, dumbrăveancă (Coracias garrulus), cristeiul de câmp (Crex crex), gușă vânătă (Cyanecula svecica), egretă mică (Egretta garzetta), presură de grădină (Emberiza hortulana), Falco biarmicus, șoim de iarnă (Falco columbarius), Falco naumanni, șoim călător (Falco peregrinus), șoimul rândunelelor (Falco subbuteo), vânturel roșu (Falco tinnunculus), ciocârlan (Galerida cristata), cocor (Grus grus), rândunică (Hirundo rustica), capîntortură (Jynx torquilla), sfrâncioc roșiatic (Lanius collurio), sfrânciocul cu frunte neagră (Lanius minor), sfrâncioc cu cap roșu (Lanius senator), sitar de mâl (Limosa limosa), ciocârlie de pădure (Lullula arborea), rață fluierătoare (Mareca penelope), prigoare (Merops apiaster), gaia neagră (Milvus migrans), gaia roșie (Milvus milvus), Numenius arquata arquata, culic cu cioc subțire (Numenius tenuirostris), ciuf-pitic (Otus scops), Phalacrocorax carbo sinensis, ploier auriu (Pluvialis apricaria), silvie de tufiș (Sylvia undata), nagâț (Vanellus vanellus)
- amfibieni (1): Triturus carnifex
- nevertebrate (1): Euplagia quadripunctaria
- reptile (2): șarpele cu patru dungi (Elaphe quatuorlineata), țestoasă bănățeană (Testudo hermanni)

Pe lângă speciile protejate, pe teritoriul sitului au mai fost identificate 2 specii de amfibieni, 2 specii de reptile.